# Жить, чтобы жить
«Жить, чтобы жить» (фр. Vivre pour vivre) — французский фильм режиссёра Клода Лелуша, вышедший в 1967 году.

## Сюжет
Бесстрашный Робер Коломб (Ив Монтан), известный репортёр, который ездит по миру в поисках острых сюжетов, бывая как во Вьетнаме, так и на Манхэттене, неверен своей супруге Катрин (Анни Жирардо). Он же для неё, напротив, — единственный и неповторимый мужчина в её жизни. Такая преданность отталкивает Робера, постоянно идущего на всяческие уловки, только бы уехать от супруги, благо специфика работы ему в помощь. Он меняет любовниц одну за другой, но не может решиться на откровенный разговор с Катрин, так как и её он по-своему любит, прожив вместе многие годы. Катрин чувствует, что Робер её обманывает, она уже и хотела бы услышать правду, но в то же время боится этого: ведь в супруге сосредоточился весь смысл её жизни, даже детей ей Бог не дал.
У Робера появляется очередная любовница Кэндис (Кэндис Берген), она, как и Катрин, искренне страдает от двусмысленности ситуации… В конце концов, когда они едут в поезде, Коломб решается рассказать всё супруге. Он признаётся Катрин в измене. На её лице написана буря чувств…
Спустя некоторое время, пройдя плен во Вьетнаме, Робер возвращается на родину, чувствуя вину перед Катрин (с Кэндис он расстался), и обнаруживает жену в прекрасном расположении духа — у неё теперь новая, интересная жизнь, она работает и отдыхает в кругу друзей… Робер начинает понимать: всё то дорогое, что у них было вместе, осталось в прошлом. Что же это — конец истории?..

## В ролях
- Ив Монтан — Робер Коломб
- Анни Жирардо — Катрин Коломб
- Кэндис Берген — Кэндис
- Мишель Парбот — Мишель Парбот
- Анук Фержак — Жаклин
- Ута Тагер — Люси
- Анук Эме — зрительница на боксерском матче
- Пьер Бару — зритель
- Амиду — фотограф
- Леон Зитрон – камео

## Съёмочная группа
- Режиссёр: Клод Лелуш
- Сценарий: Клод Лелуш, Пьер Уйттерховен
- Оператор: Патрис Пуже
- Монтажёр: Клод Баруа, Клод Лелуш
- Композитор: Франсис Ле

## Награды
- 1968 — номинация на премию «Оскар» — лучший фильм на иностранном языке
- 1968 — премия «Золотой глобус» — лучший зарубежный фильм года
- 1968 — номинация на премию «Золотой глобус» — лучшая оригинальная песня (Франсис Ле, Норман Гимбел) за песню «Des Ronds dans l’Eau» («Circles in the Water»).
- 1969 — номинация на премию BAFTA — лучший композитор (Франсис Ле)

## Интересные факты
В СССР в 1968 году картину не показали, потому что сыгравший главную роль Ив Монтан (1921—1991) осудил советское вторжение в Чехословакию, за что все фильмы с его участием были объявлены нежелательными. В итоге фильм успешно прошёл на советских экранах, но лишь спустя 7 лет после своей официальной премьеры, в 1975.